# Andrade Muricy
José Cândido de Andrade Muricy (Curitiba, em 4 de dezembro de 1895 — Rio de Janeiro, 9 de junho de 1984) foi um crítico literário, musical e autor de obras de ficção e de ensaios brasileiro, que pertenceu ao Grupo Festa.
Foi presidente da Academia Brasileira de Música e membro do Conselho Federal de Cultura. Em 1973 recebeu o Prêmio Machado de Assis da Academia Brasileira de Letras.